# Chapin (Carolina del Sud)
Chapin è un comune degli Stati Uniti d'America, situato in Carolina del Sud, nella Contea di Lexington.